# Lars Israel Wahlman
Lars Israel Wahlman, właściwie: Israël Laurentius Wahlman (ur. 17 kwietnia 1870 w Hedemorze, zm. 18 września 1952 w Danderyd) – szwedzki architekt.

## Życie i twórczość
Lars Israel Wahlman studiował w latach 1889–1893 u Isaka Gustafa Clasona na sztokholmskiej politechnice (szw. Kungliga Tekniska högskolan). W jego stylu widać wpływy brytyjskiej architektury wiejskiej i krajobrazowej Baillie Scotta oraz secesji. W sztuce dekoracyjnej natomiast inspirował się Wahlman założeniami ideowymi angielskiego ruchu Arts and Crafts Movement. Te doświadczenia widoczne są zwłaszcza w zaprojektowanym dla siebie domu Villa Tallom.
Dziełem jego życia pozostaje jednak Kościół Engelbrekta w Sztokholmie, przy budowie którego najpełniej wykorzystał swe wizje artystyczne i umiejętności architektoniczne. Projektowanie kościołów sprawiło, że zainteresował się również zagadnieniami akustyki.
Wahlman został profesorem w Kungliga Tekniska högskolan. Wykładał architekturę krajobrazu i jej historię oraz zastosowanie drewna w budownictwie. Jest autorem wielu specjalistycznych artykułów.

## Ważniejsze dzieła
- Zamek Hjularöd w Skania, 1894-97, wzniesiony z cegły w stylu narodowego romantyzmu,
- Zamek Tjolöholm w Halland, 1897-1904, wzniesiony w stylu Tudorów,
- Kościół Engelbrekta w Sztokholmie, 1906-14, jedno z czołowych dzieł szwedzkiej secesji,
- Kaplica Ansgara (szw. Ansgarskapellet), 1930, stanowisko archeologiczne Birka na wyspie Björkö na jeziorze Melar,
- Kościół w Nynäshamn, 1919-29,
- Kościół w Sandviken, 1921-31,
- Svenska Margaretakyrkan w Oslo 1922-1925,
- Villa Tallom, 1904, własny dom w Stocksund,
- Wieża Cedergrenska tornet, w Stocksund, współbudowniczy.

## Odznaczenia
- Medal Księcia Eugeniusza przyznany przez króla Szwecji Gustawa V (1947)[1]

## Galeria

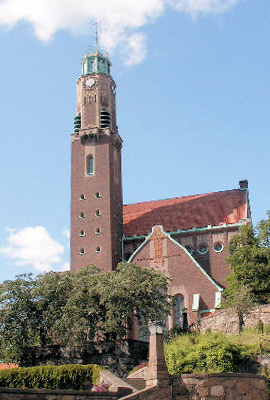
Kościół Engelbrekta w Sztokholmie
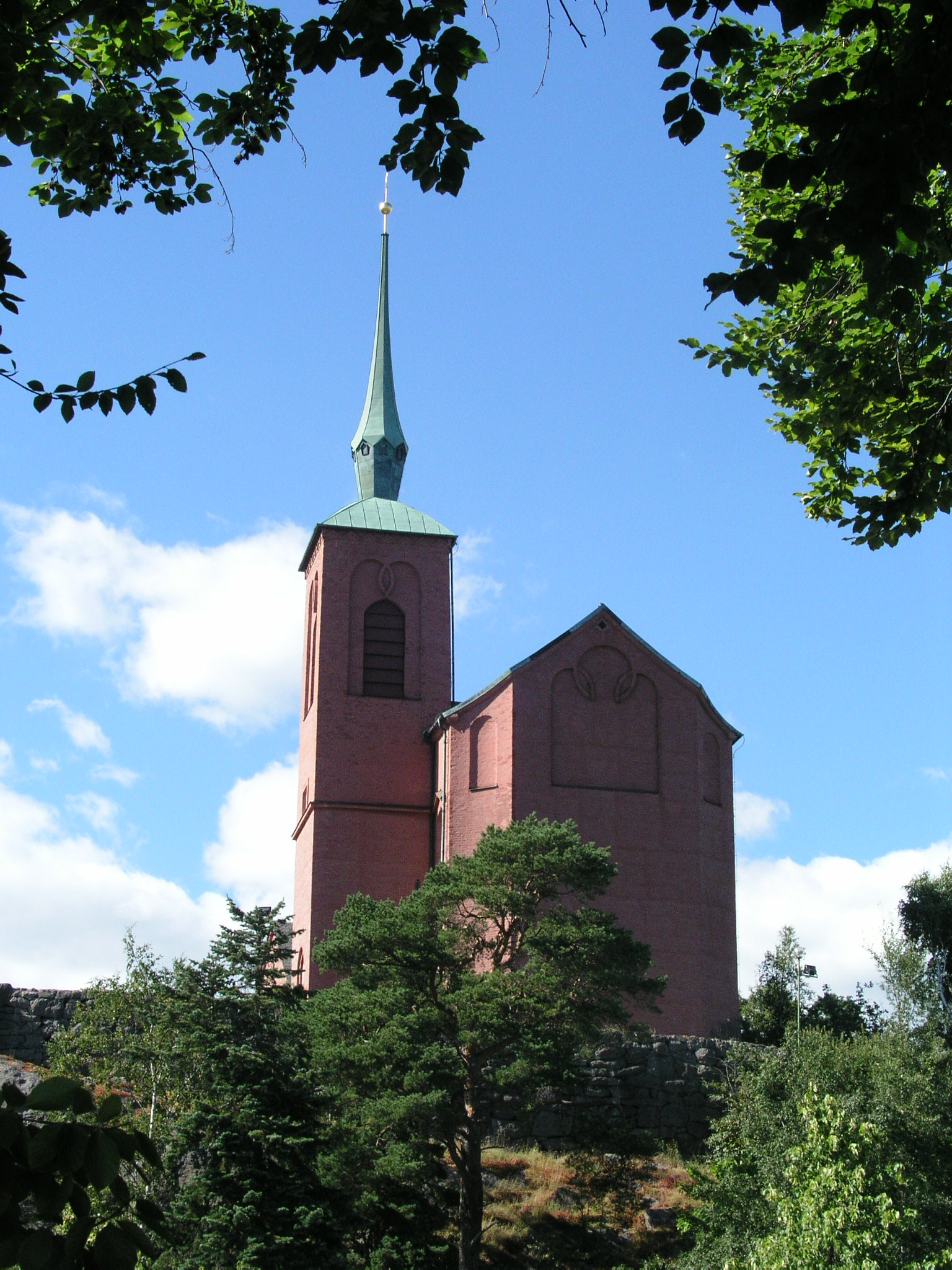
Kościół w Nynäshamn
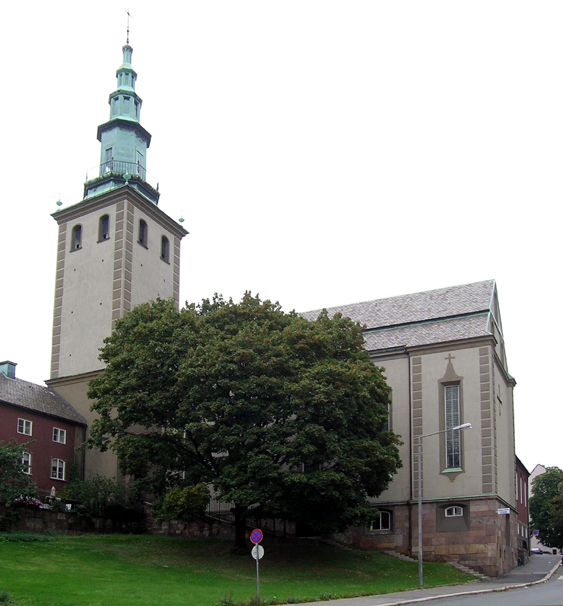
Svenska Margaretakyrkan
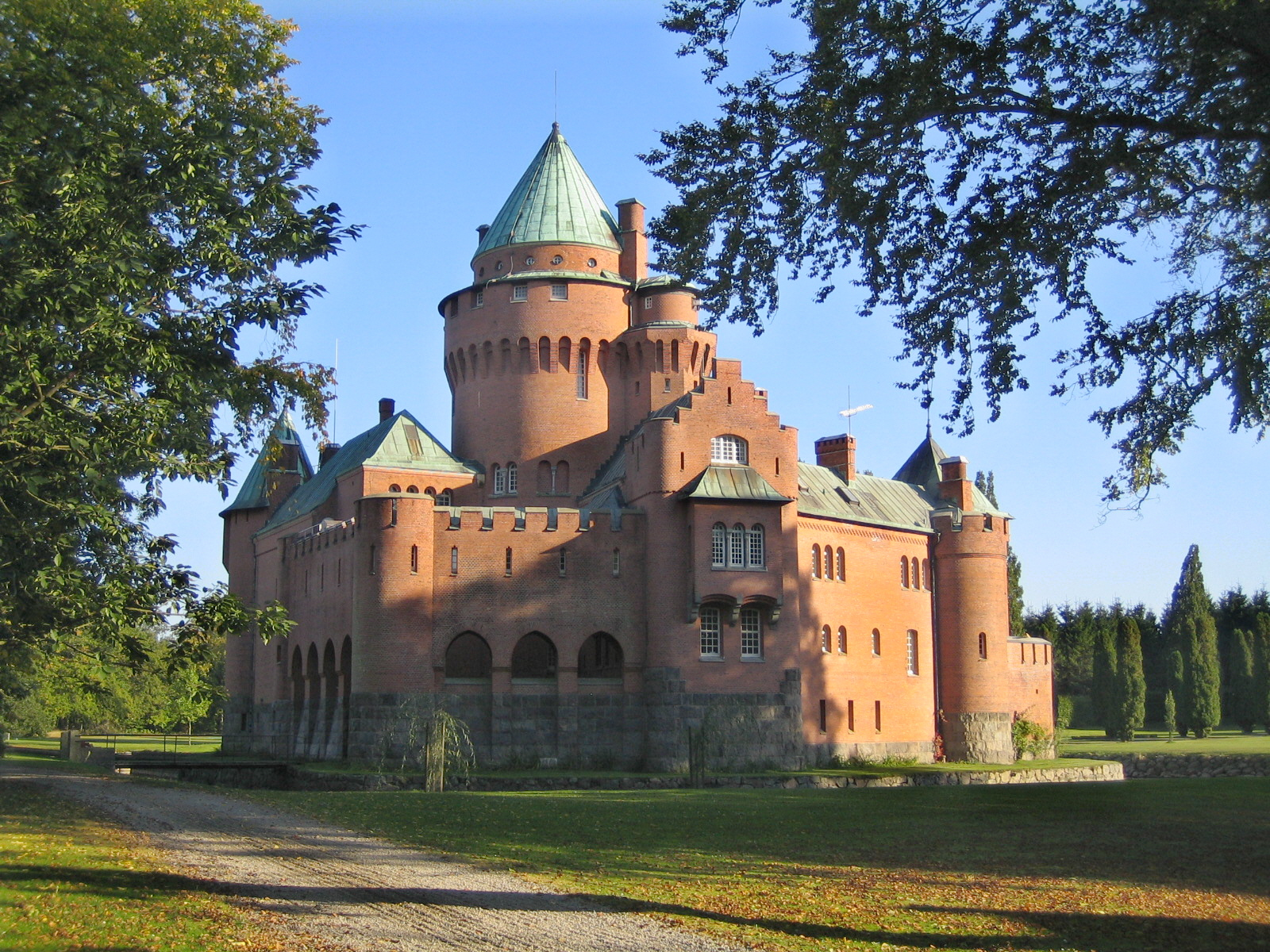
Zamek w Hjularöd
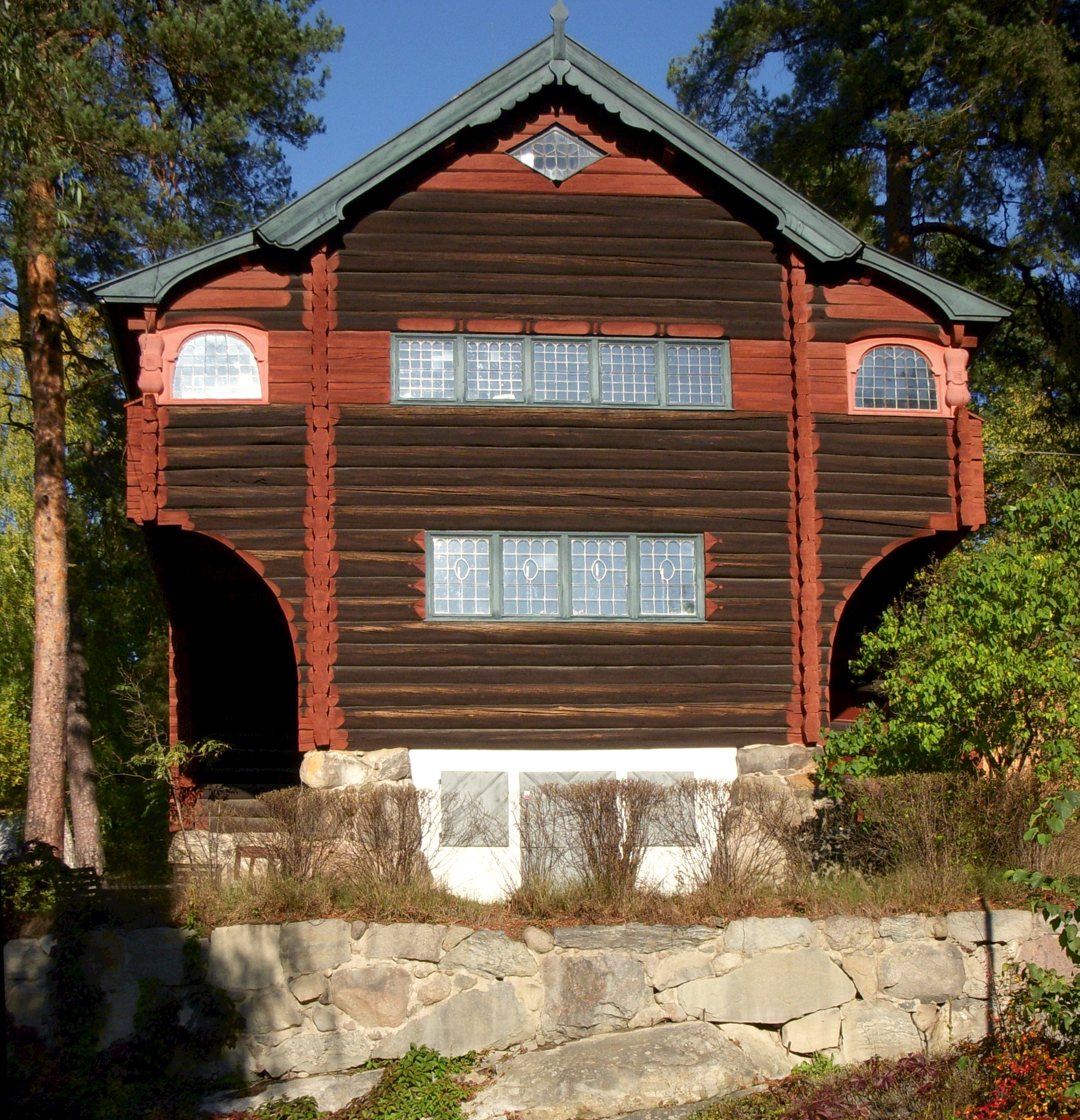
Villa Tallom